# Голубець Орест Михайлович
Орест Михайлович Голубець (нар. 25 жовтня 1954, Львів) — український мистецтвознавець, професор кафедри дизайну та основ архітектури Інституту архітектури Національного університету «Львівська політехніка» та завідувач кафедри художньої кераміки Львівської національної академії мистецтв, доктор мистецтвознавства, академік (2021), член-кореспондент Національної академії мистецтв України (2017). Член Національної спілки художників України (1986). Член редколегій національного наукового щорічника «Українська керамологія» (2001–2002) та українського керамологічного журналу» (2001—2005). Член журі III Всеукраїнського симпозіуму монументальної кераміки «Поезія гончарства на майданах і в парках України» (1999) та ІІ Всеукраїнського гончарського фестивалю (2001). Член Наглядової ради Національного музею-заповідника українського гончарства в Опішному (від 2001), співголова Національної експертної керамологічної ради щорічних Національних конкурсів публікацій на теми керамології, гончарства, кераміки в Україні «КеГоКе» (від 2007). Член Міжнародної асоціації критиків мистецтва «АІСА» (2005). 

## Життєпис
Орест Голубець народився 25 жовтня 1954 року у Львові в родині професора, академіка Національної академії наук України, заслуженого діяча науки і техніки України М. А. Голубця.
Протягом 1971–1976 років навчався у Львівському державному інституті прикладного і декоративного мистецтва на кафедрі художньої кераміки (вчителі з фаху — відомі майстри та науковці К. Звіринський, М. Лозинський, Н. Федчун, З. Флінта.
У 1980 році Орест Михайлович закінчив аспірантуру Музею етнографії та художнього промислу АН УРСР (перейменований згодом у Львівське відділення Інституту мистецтвознавства, фольклору та етнографії імені Максима Рильського АН УРСР. Керівник дисертаційної роботи — доктор мистецтвознавства Ю. П. Лащук), де протягом наступних десяти років працював науковим співробітником.
У 1979—1982 роках учасник симпозіумів кераміки в Дзинтарі (Юрмала, Латвія).
1984 року у Московському вищому художньо-промисловому училищі (колишнє Строгановське училище) захистив дисертацію на здобуття наукового
ступеня кандидата мистецтвознавства на тему: «Декоративная керамика в современной архитектурно-пространственной среде (на материалах искусства декоративной керамики Украины 60-х — начала 80-х годов)».
У 1987 та 1989 роках Орест Михайлович під час літнього семестру стажувався в Українському вільному університеті, що у Мюнхені (Німеччина).
Упродовж 1990—1993 років він обіймав посаду секретаря Вченої ради, отримавши в цей період вчене звання доцента. Протягом 1996—2001 років Орест Михайлович керував Центром міжнародних зв'язків і маркетингу (на правах заступника ректора), у 2000—2001 роках завідував кафедрою художньої кераміки, упродовж 2001–2007 роках обіймав посаду проректора з наукової роботи. Нині Орест Голубець — професор кафедри кераміки Львівської національної академії мистецтв.
У 2003 році в Інституті мистецтвознавства, фольклористики та етнології імені М. Т. Рильського НАН України у Києві Орест Михайлович захистив дисертацію на тему: «Мистецьке середовище Львова другої половини XX століття (соцреалізм і свобода творчості)» на здобуття наукового ступеня доктора мистецтвознавства. 2004 року йому присвоєно вчене звання — професор. Того ж 2004 року Міністерство освіти Польщі нострифікувало диплом доктора мистецтвознавства на рівень доктора габілітованого гуманітарних наук.
Орест Голубець є організатором та співорганізатором численних міжнародних мистецьких акцій, серед них: 
- «Джерела свободи: Берлін — Вроцлав — Львів». Виставка сучасного мистецтва, присвячена 46-му Євхаристичному конгресові (Польща, Вроцлав, 1997 р.);
- «Мистецтво і його переміни після падіння тоталітаризму в Центрально-Східній Європі». Міжнародна наукова конференція (Польща, Лодзь, 1997);
- «Срібний квадрат», міжнародне бієнале живопису єврорегіону Карпати (Польща, 1998, 2000, 2003, 2006, 2009);
- «Мистецтво на зламі тисячоліть», міжнародна культурно-мистецька акція (Львів, 1998);
- «Пункт перетину», міжнародний культурно-мистецький проєкт за участю випускників мистецьких академій Львова, Лодзі й Штутгарту (Лодзь, Штутгарт, Львів, 2000–2001);
- «АрхеНиткаНово». Міжнародний симпозіум (Львів, 2006);
- Фестиваль художньої фотографії: Україна — Польща — Литва (Львів, 2007);
- «Вікна — очі оселі». Міжнародне бієнале фотографії (Львів, 2007);
- «Veselka», мистецький проєкт (Львів, 2006—2007).

## Премії, нагороди
- 1997 — лауреат Львівської обласної мистецької премії імені Зеновія Флінти[1].
- 2001 — нагороджений почесною грамотою Міністерства освіти і науки України[2].

## Наукові праці
Орест Михайлович є автором понад 350 публікацій в українських та закордонних періодичних виданнях, альбомах, збірниках і каталогах (Болгарія, Литва, Німеччина, Польща, Росія, Японія).

### Вибрані публікації
Монографії, альбоми
- Львівська кераміка. — Київ : Наукова думка, 1991. — 120 с.
- Між свободою і тоталітаризмом: Мистецьке середовище Львова другої половини XX століття. — Львів : Академічний експрес, 2001. — 175 с.
- Василь Боднарчук. Підсумовуючи пройдене…: Альбом. — Львів : Ладекс, 2008. — 80 с.
- Мистецтво XX століття — український шлях. — Львів : Колір ПРО, 2012. — 198 с. — ISBN 978-966-2501-10-0.
- Сучасне малярство Львова. — Львів : БАК, 2014. — 143 с. — ISBN 978-966-2227-27-7.
- Сучасна скульптура Львова. — Львів : БАК, 2015. — 143 с. — ISBN 978-966-2227-34-5.
- Лабіринти творчості. — Львів : Колір ПРО, 2024. — 103 с. — ISBN 978-617-8388-06-5.

Статті
- Holubec O. Wolno sztuki ukraiskiej // Між сусідами: Альманах фундації Святого Володимира Хрестителя Київської Руси. — Краків: Швайпольт Фіоль, 1997. — Том 7. — С. 182—185. (пол.)
- Holubets O. Avant-Garde: a View from the East // The Avant-Garde: In Dedline or Metamorphosing. — d: dzkie T-wo Naukowe, 1998. — V. IX. — S. 93—101. (англ.)
- Holubec O. Zachowa wasn specyfik (o wspczesnej sztuce ukraiskiej) // Format. — 1998. — № 26—27. — S. 53—58. (пол.)
- Holubec O. Lwowska ceramika artystyczna: problemy dawne i obecne // Format. — 1999. — № 30. — S. 50—53. (пол.)
- Holubets O. Overcoming Post-Totalitarian Syndrome: Way into the Next Millennium // The Prospects of Art in the New Century. — d: dzkie T-wo Naukowe, 2000. — V. II (XI). — S. 103—113. (англ.)
- Holubets O. Half a Century under Totalitarian Regime // Artex. — 2001. — № 19. — P. 342—343. (яп.)
- Holubets O. Underground: Illegal Art Schools // Artex. — 2002. — № 21. — P. 224—225. (яп.)
- Holubets O. Phenomenon of Ukrainian Decorative and Applied Art of the 1980es // Artex. — 2002. — № 22. — P. 262—263. (яп.)
- Holubets O. Paradoxes of National Renaissance of the 1990es // Artex. — 2002. — № 23. — P. 234—235. (яп.)
- Holubets O. Creative Power Against Realistic Representation // Artex. — 2002. — № 24. — P. 250—251. (яп.)
- Holubets O. Priority of Hand-Work Creation // Artex. — 2002. — № 25. — P. 372—373. (яп.)
- Holubets O. Integration of the Expressive Means // Artex. — 2002. — № 26. — P. 178—179. (яп.)

Упорядник і автор вступних статей каталогів і буклетів
- 1984 — «Ошуркевич Галина: Кераміка»;
- 1988 —«Іван Франк: Виставка кераміки»;
- 1989 — «Михайло Кордіяка: Кераміка / Каталог», «Ярошевич Уляна: Кераміка»;
- 1990 — «Шеремета Ярослав: Кераміка, живопис, графіка»;
- 1992 — «Василь Гудак: Кераміка. Живопис. Графіка /Каталог виставки», «Франк Іван: Сім композицій»;
- 1995 — «Хода Ігор: Кераміка»;
- 1996 — «Львівська академія мистецтв: Кераміка»;
- 1997 — «Іван Франк: Кераміка. Графіка / Каталог»;
- 1998 — «Василь Боднарчук: Кераміка / Каталог»;
- 2000 — «Тарас Левків: Кераміка, Графіка. Інтарсія / Каталог»;
- 2003 — «Кераміка Василя Боднарчука / Каталог»;
- 2007 — «Тарас Левків: Кераміка, графіка, інтарсія».